# 365P/PANSTARRS
365P/PANSTARRS è una cometa periodica appartenente alla famiglia delle comete gioviane. 
La cometa, scoperta originariamente il 24 novembre 2011 ma all'epoca ritenuta un asteroide e come tale denominata 2011 WG113, fu riscoperta accidentalmente il 21 ottobre 2017 e ancora una volta fu ritenuta un asteroide. Infine osservazioni compiute attorno al periodo del passaggio al perielio del febbraio 2018 mostrarono la sua natura cometaria.

## Caratteristiche orbitali
Caratteristica peculiare dell'orbita della cometa è di avere una piccola MOID col pianeta Marte: questa particolarità comporta che i due oggetti a volte transitano a distanze ravvicinate come il 16 luglio 2000 quando passarono a sole 0,217 UA di distanza o il 9 febbraio 2102 quando passeranno a 0,0833 UA.